# 2007년 일본 자유민주당 총재 선거
2007년 자유민주당 총재 선거(일본어: 2007年自由民主党総裁選挙)는 아베 신조 총재가 임기 중 사퇴함에 따라 치러진 보궐선거이다.

## 개요
2007년 7월 29일에 실시된 제21회 참의원 의원 통상선거에서 자민당은 야당인 민주당에게 참패하였다. 아베 신조 총재는 사퇴할 생각이 없다는 입장을 밝히며 개각을 단행했다.
아베 총리는 9월 10일 국회에서 연설을 통해 총재직 유지 의욕을 보였지만, 이틀 뒤인 9월 12일 갑작스럽게 사의를 표명했다. 이에 아소 다로 등 당 지도부는 9월 25일에 총리의 유엔 총회 참석이 예정되어 있으므로 9월 19일에 총재 선거를 실시하는 안을 제시하였으나 아소 다로가 아베 총재가 사임할 것을 사전에 알고 있었다는 의혹이 제기되었고, 또 선거가 너무 졸속으로 치러진다는 비판에 따라 9월 23일 투표를 실시하기로 결정하였다.
자민당 소속 중참 양원 국회의원 387명과 각 도도부현별 3명씩 배정된 당원 대표 141명을 합해 총 528명의 선거인이 총재 선거에 참여했다. 또한 아베 총재의 임기 도중 사임으로 인해 치러진 선거이므로 이 선거를 통해 선출된 총재는 아베 총재의 잔여 임기인 2009년 9월까지 재임한다.
아베 총재가 사퇴한 이후 아소 다로가 아베 총재의 사임을 부추겼다는 의혹 때문에 자민당 내에서는 "반(反) 아소" 정서가 퍼지고 있었다. 이에 당내 여러 파벌들이 후쿠다 야스오에 대한 지지를 표명했고, 심지어 고이즈미 준이치로 전 총리도 "후쿠다는 고이즈미 정권을 지지해준 사람" 이라고 말하고 후쿠다를 지지하면서 아소의 파벌을 제외한 다른 모든 파벌들이 후쿠다를 지지하는 상황에서 총재 선거가 시작되었다. 결국 선거는 후쿠다 야스오에게 일방적으로 흘러갔고 후쿠다가 새 총재로 당선되었다.

## 표 산출 방식
- 중의원 의원 투표 : 총 304표 (1인 1표)
- 참의원 의원 투표 : 총 83표 (1인 1표)
- 도도부현 지부 연합회 대표 투표 : 총 141표 (각 도도부현 지부 연합회 대표 3명 (1인 1표) × 47개 도도부현)

## 선거 결과
| 후보자        | 국회의원 투표 | 국회의원 투표 | 지방대표 투표 | 지방대표 투표 | 합계   | 합계   | 결과      |  |
| 후보자        | 득표수        | 득표율        | 득표수        | 득표율        | 득표수 | 득표율 | 결과      |  |
| ------------- | ------------- | ------------- | ------------- | ------------- | ------ | ------ | --------- |  |
| 후쿠다 야스오 | 254           | 65.8%         | 76            | 53.9%         | 330    | 62.6%  | 1위(당선) |  |
| 아소 다로     | 132           | 34.2%         | 65            | 46.1%         | 197    | 37.4%  | 2위       |  |
| 무효표        | 1             | -             | -             | -             | 1      | -      |           |  |
| 합계          | 387           | -             | 141           | -             | 528    | -      |           |  |